# Zena Soraya Mahlangu
Zena Soraya Mahlangu, anche nota come Inkhosikati LaMahlangu (1984), è la decima Inkhosikati (regina consorte) di eSwatini dal 2002, come moglie di Mswati III.

## Biografia
Zena Soraya è nata nel 1984 da Thulani Mahlangu, ingegnere radiofonico deceduto nel 1985 a causa di un incidente stradale, e Lindiwe Dlamini, responsabile delle comunicazioni aziendali alla Swaziland's Post & Telecommunication. Ha un gemello di nome Muse e un fratello maggiore, Bandile. È lontana parente di un ministro del turismo e dopo il diploma avrebbe voluto studiare psicologia industriale in Sudafrica.
Zena venne conosciuta dal re Mswati III in occasione della cerimonia dell'umhlanga nel 2002, a cui decise di partecipare accompagnando la sua amica Nozipho Shabangu. Fu scelta come futura sposa nonostante fosse una gemella (nella cultura swazi i gemelli sono considerati portatori di sfortuna).
Il 9 ottobre Zena sparì dalla propria scuola e il giorno seguente sua madre apprese che era stata rapita da due uomini, Qethuka Sgombeni Dlamini e Tulujani Sikhondze, per adempiere a "doveri reali". La madre presentò una richiesta in tribunale per riottenere la custodia della figlia, ma nessuna azione giudiziaria ebbe successo.
Zena venne rimessa in contatto con Lindiwe a tre settimane dal rapimento, dopo aver già svolto la sua prima apparizione pubblica al fianco del re e delle altre sue mogli, e le comunicò di aver accettato il suo nuovo ruolo. Il matrimonio avvenne nello stesso anno. Accompagnò il marito nelle visite di Stato nello Sri Lanka e in Francia e nel 2011 fu presente come unica regina africana al matrimonio di William del Regno Unito e di Catherine Middleton.

## Discendenza
Zena Soraya Mahlangu e Mswati III di eSwatini hanno due figlie:
- Principe Saziwangaye (31 luglio 2004);
- Principessa Lomabheka (14 febbraio 2013).

## Ascendenza
|                      |     |     | Genitori |  |  | Nonni |  |  | Bisnonni |  |  | Trisnonni |  |
|                      |     |     |          |  |  |       |  |  | ...      |  |  | ...       |  |
|                      |     |     |          |  |  |       |  |  | ...      |  |  | ...       |  |
|                      |     | ... |          |  |  |       |  |  | ...      |  |  |           |  |
| ...                  |     |     |          |  |  |       |  |  | ...      |  |  |           |  |
|                      |     | ... | ...      |  |  |       |  |  |          |  |  |           |  |
|                      |     | ... | ...      |  |  |       |  |  |          |  |  |           |  |
|                      |     | ... | ...      |  |  |       |  |  |          |  |  |           |  |
| Thulani Mahlangu     |     | ... |          |  |  |       |  |  |          |  |  |           |  |
|                      |     | ... | ...      |  |  |       |  |  |          |  |  |           |  |
|                      |     | ... | ...      |  |  |       |  |  |          |  |  |           |  |
|                      |     | ... | ...      |  |  |       |  |  |          |  |  |           |  |
| ...                  |     | ... |          |  |  |       |  |  |          |  |  |           |  |
|                      |     | ... | ...      |  |  |       |  |  |          |  |  |           |  |
|                      |     | ... | ...      |  |  |       |  |  |          |  |  |           |  |
|                      |     | ... | ...      |  |  |       |  |  |          |  |  |           |  |
| Zena Soraya Mahlangu |     | ... |          |  |  |       |  |  |          |  |  |           |  |
|                      | ... | ... |          |  |  |       |  |  |          |  |  |           |  |
|                      | ... | ... |          |  |  |       |  |  |          |  |  |           |  |
|                      | ... | ... |          |  |  |       |  |  |          |  |  |           |  |
| ...                  | ... |     |          |  |  |       |  |  |          |  |  |           |  |
|                      |     | ... | ...      |  |  |       |  |  |          |  |  |           |  |
|                      |     | ... | ...      |  |  |       |  |  |          |  |  |           |  |
|                      |     | ... | ...      |  |  |       |  |  |          |  |  |           |  |
| Lindiwe Dlamini      |     | ... |          |  |  |       |  |  |          |  |  |           |  |
|                      |     | ... | ...      |  |  |       |  |  |          |  |  |           |  |
|                      |     | ... | ...      |  |  |       |  |  |          |  |  |           |  |
|                      |     | ... | ...      |  |  |       |  |  |          |  |  |           |  |
| ...                  |     | ... |          |  |  |       |  |  |          |  |  |           |  |
|                      |     | ... | ...      |  |  |       |  |  |          |  |  |           |  |
|                      |     | ... | ...      |  |  |       |  |  |          |  |  |           |  |
|                      |     | ... | ...      |  |  |       |  |  |          |  |  |           |  |
|                      |     | ... |          |  |  |       |  |  |          |  |  |           |  |